# Dniprowske (Tschernihiw)
Dniprowske (ukrainisch Дніпровське; russisch Днепровское Dneprowskoje) ist ein Dorf im Westen der ukrainischen Oblast Tschernihiw mit etwa 400 Einwohnern (2001).
Das in der ersten Hälfte des 12. Jahrhunderts gegründete Dorf trug bis 1962 den Namen Nawosy (Навози).
Die Ortschaft liegt auf einer Höhe von 104 m und befindet sich 52 km südwestlich vom Rajon- und Oblastzentrum Tschernihiw am linken Ufer des Dnepr, der hier die Grenze zu Belarus bildet.
Durch den Norden des Gemeindegebietes verläuft zwischen der belarussischen Grenze und Tschernihiw die Regionalstraße P–56.
Am 12. Juni 2020 wurde das Dorf ein Teil der Siedlungsgemeinde Mychajlo-Kozjubynske, bis dahin bildete es zusammen mit den Dörfern Powidow (Повідов), Prochoriw (Прохорів), Sahatka (Загатка), Schmajiwka (Шмаївка) und Staryk (Старик) die gleichnamige Landratsgemeinde Dniprowske (Дніпровська сільська рада/Dniprowska silska rada) im Westen des Rajons Tschernihiw.